# Санту-Андре (Сан-Паулу)
Санту-Андре (порт. Santo André) — муниципалитет в Бразилии, входит в штат Сан-Паулу. Составная часть мезорегиона Сан-Паулу. Находится в составе крупной городской агломерации Сан-Паулу. Входит в экономико-статистический микрорегион Сан-Паулу. Население составляет 667 891 человек на 2007 год. Занимает площадь 174,840 км². Плотность населения — 3.850,6 чел./км².

## История
Город основан 8 апреля 1553 года.

## Статистика
- Валовой внутренний продукт на 2005 составляет 11 426 975 тыс. реалов (данные: Бразильский институт географии и статистики).
- Валовой внутренний продукт на душу населения на 2005 составляет 17.066,00 реалов (данные: Бразильский институт географии и статистики).
- Индекс развития человеческого потенциала на 2000 составляет 0,835 (данные: Программа развития ООН).

## География
Климат местности: субтропический. В соответствии с классификацией Кёппена, климат относится к категории Cwa.

## Города-побратимы
- Возела, Португалия
- Брага, Португалия
- Чэндэ, Китай
- Пльзень, Чехия
- Сесто-Сан-Джованни, Италия
- Такасаки, Япония
- Батл-Крик, США